# Віреон жовтогорлий
Віреон жовтогорлий (Vireo flavifrons) — вид горобцеподібних птахів родини віреонових (Vireonidae).

## Поширення
Гніздиться в південно-східній Канаді на південь через США до Техасу та північної частини Флориди. Взимку мігрує до Мексики, Центральної Америки, Колумбії та Венесуели. Трапляється також на острові Нью-Провіденс та, можливо, на інших островах Багамських островів, на Кубі (включаючи острів Хувентуд), а також спорадично в північній частині Карибського басейну. Крім уже згаданих країн, мігруючі птахи трапляються в Антигуа і Барбуді, Барбадосі, Белізі, Кайманових островах, Коста-Риці, Кюрасао, Домініці, Сальвадорі, Гваделупі, Гватемалі, Гондурасі, Мартиніці, Монтсерраті, Нікарагуа, Панамі, Пуерто-Рико, Сент-Кітс і Невісі, Сент-Люсії, Сент-Вінсенті і Гренадинах, Тринідаді і Тобаго, Теркс і Кайкосі і Віргінських островах. Бродяжні птахи зафіксовані в Гренаді, Гаїті, Ямайці, Сен-П'єр і Мікелоні і навіть в Ірландії та Великій Британії.
Його середовище проживання — ліси помірного клімату та тропічні та субтропічні низинні ліси.